# 20773 Aneeshvenkat
20773 Aneeshvenkat è un asteroide della fascia principale. Scoperto nel 2000, presenta un'orbita caratterizzata da un semiasse maggiore pari a 3,1177099 UA e da un'eccentricità di 0,1991875, inclinata di 5,77457° rispetto all'eclittica.